# Pseudoxanthochlorus micropygus
Pseudoxanthochlorus micropygus är en tvåvingeart som beskrevs av Negrobov 1977. Pseudoxanthochlorus micropygus ingår i släktet Pseudoxanthochlorus och familjen styltflugor. Inga underarter finns listade i Catalogue of Life.